# ماك أو إس بيغ سور
ماك أو إس بيغ سور (بالإنجليزية: macOS Big Sur)‏ (النسخة 11) هو الإصدار الرئيسي السادس عشر من ماك أو إس، من نظام أبل للخوادم وحواسيب ماكنتوش، تم الإعلان عنه في مؤتمر آبل العالمي للمطورين والذي عقد في 22 يونيو 2020 ليكون وريث ماك أو إس كاتالينا. ومن أجل تطابق أسماء برمجيات أبل المتعددة مثل watchOS وtvOS. وهو الإصدار الرابع الذي يحتوى على ماك أو إس، بعدما تم الإستغناء عن ماك أو إس 10 (OS X) والاكتفاء بإضافة ماك أو إس.
بيغ سور هو الإصدار الثاني من نظام التشغيل ماك أو إس الذي يدعم بشكل حصري تطبيقات 64-بت بعد إصدار ماك أو إس كاتالينا.
تم تسمية نظام التشغيل باسم بيغ سور، هي منطقة جبلية وعرة غير كثيفة بالسكان، تقع في الساحل الأوسط لولاية كاليفورنيا.
وقد صدر الإصدار بشكل رسمي للجميع في 12 نوفمبر 2020.
حصل نظام ماك أو إس بيغ سور على عدة مميزات جديدة؛ حيث قامت شركة أبل بإعادة تصميم واجهة المستخدم الرئيسية بشكل جذري، مع إمكانية دعم تطبيقات نظامي آي باد أو إس وآي باد أو إس. وهو مصمم للاستفادة من معالجات Arm التي صممتها واعتمدتها شركة أبل في أجهزة ماك المستقبلية.

## متطلبات النظام
على عكس ماك أو إس كاتالينا، والذي دعم كل جهاز ماك يدعم استخدام النظام الذي سبقه ماك أو إس موهافي. قامت أبل بتعديل تلك القائمة، ساحبة العديد من الإصدارات المختلفة التي تم إصدارها في 2012 و 2013. وسيعمل ماك أو إس كاتالينا على الأجهزة التالية:
- ماك بوك: إصدار أوائل عام 2015 أو أحدث
- ماك بوك إير: إصدار منتصف عام 2013 أو الأحدث
- ماك بوك برو: إصدار أواخر عام 2013 أو أحدث
- ماك ميني: إصدار أواخر عام 2014 أو أحدث
- آي ماك: إصدار منتصف عام 2014 أو أحدث
- آي ماك برو
- ماك برو: إصدار أواخر عام 2013 أو أحدث